# Magna Carta Cartel
Magna Carta Cartel é uma banda sueca de rock alternativo formada em 2006. A banda diz que seu propósito é criar trilhas-sonora para filmes que ainda não existem.
O primeiro trabalho do grupo, o EP Valiant Visions Dawn foi lançado em 2008. No outono de 2009, lançam Goodmorning Restrained, seu primeiro álbum de estúdio. A maioria dos integrantes da banda também faz parte da banda sueca Tid.
Em março de 2017, Martin Persner lançou um vídeo no Youtube no qual revela que ele foi o guitarrista rítmico  da banda sueca Ghost por sete anos. No mesmo vídeo, Persner anuncia que o Magna Carta Cartel estava retomando as atividades e o single "Sway" foi re-lançando com uma nova letra.

## Discografia
- Valiant Visions Dawn (2008)
- Goodmorning Restrained (2009)
- The Demon King (2017)
- The Dying Option (2022)

## Integrantes
- Martin Persner - Guitarra / Vocal
- Pär Glendor - Baixo / Sintetizador
- Arvid Persner - Guitarra / Bateria

### Ex-integrantes
- Simon Söderberg - Guitarra / Vocal
- Tobias Forge - Guitarra / Baixo